# لوفينلاك
لوفينلاك هو حليب أطفال صناعي مسجل وذو علامة تجارية يكتب كبديل للبن كغذاء للاطفال الذين يعانون من بيلة الفينول كيتون، ولا ينصح به لغير مرضي ال «بيلة الفينول كيتون»  في عام 1972، صرح باستخدام الوفينلاك كطعام من خلال إدارة الغذاء والدواء بالولايات المتحدة، لاسباب تنظيمية.
في البدء، أول تركيبة متاحة كانت لميد جونسون. تركيبات اخري مثل  Albumaid XP™، Cymogran™، and Minafen™  تطورت في بريطانيا. المقالات الطبية دائما تنصح باللوفينلاك.
اللوفينلاك قد يكون غالي الثمن، وقليل من تجار التجزئة يقومون بتخزينه. وصف طعمه ورائحته كبار السن بأنها طبية وكريهة بالرغم من أن الأطفال لا يبالون ويستهلكوه دون شكوي لسنوات طويلة.